# Dabola
Dabola – miejscowość w środkowej Gwinei. Znajduje się nad rzeką Tinkisso. Według danych na rok 2014 miejscowość zamieszkiwało 38 617 osób.
W pobliżu znajdują się złoża boksytu.

## Klimat
Średnia temperatura wynosi 23 °C. Najcieplejszym miesiącem jest kwiecień (28 °C), a najchłodniejszym miesiącem jest sierpień (20 °C). Średnie opady wynoszą 1436 milimetrów rocznie. Najbardziej wilgotnym miesiącem jest wrzesień (280 milimetrów opadów), a najbardziej suchym jest grudzień (1 milimetr opadów).

## Miasta partnerskie
- Ploërmel[7]